# Ricardo Wolf
Richard Riegel Wolf (Hannover, 1887 – Herzliya, febbraio 1981) è stato un inventore, filantropo e ambasciatore tedesco con cittadinanza israeliana naturalizzato cubano, già ambasciatore in Israele.

## Biografia
Nasce in Germania, ad Hannover, da una famiglia ebrea di 14 figli, nati da Moritz Wolf, pilastro della comunità ebraica della città. Prima della Grande guerra, Wolf emigra dalla Germania verso Cuba.
Nel 1924 sposa Francisca Subirana, campionessa di tennis degli anni venti. Per molti anni lavorò al recupero del ferro nei processi di lavorazione grazie all'invenzione di un procedimento, innovativo per l'epoca, poi utilizzato nelle acciaierie di tutto il mondo. Sostenne moralmente e finanziariamente Fidel Castro nella preparazione della Rivoluzione cubana. Divenne nel 1961 ministro plenipotenziario di Cuba in Israele, fino al 1973, quando si ruppero le relazioni diplomatiche tra i due Paesi. Wolf decise di rimanere in Israele per il resto della sua vita.

## Wolf Foundation
Nel 1975, Ricardo Wolf fondò la Wolf Foundation. Dal 1978, il Wolf Prize viene conferito dalla fondazione a sei discipline: Agricoltura, Chimica, Matematica, Medicina, Fisica, e nelle Arti a rotazione annuale tra architettura, musica, pittura e scultura. Ogni premio consiste in un diploma e 100000 $ in denaro. Nel febbraio 1981 Ricardo Wolf muore nella sua casa a Herzliya.